# Масенко, Терень
Терень Масенко (настоящие имя и фамилия — Терентий Германович Масенко, укр. Терень Масенко; 28 октября (10 ноября) 1903, Глодосы, Елисаветградский уезд, Херсонская губерния, Российская империя (ныне Новоукраинского района Кировоградской области Украины) — 6 августа 1970, Киев, Украинская ССР) — украинский советский поэт, прозаик, журналист, переводчик.

## Биография
Из крестьян. Учился на рабфаке Каменец-Подольского сельскохозяйственного института, позже в Харьковском институте народного образования.
В 1930 году окончил факультет журналистики Коммунистического университета им. Артема при ЦК КП Украины в Харькове. Член литературной организации крестьянских писателей Украины «Плуг».
Работал в редакциях газет «Червоний кордон», «Соціалістична Харківщина», журналов «Молодняк», «Перець». В годы Великой Отечественной войны — на радиостанции им. Т. Г. Шевченко.
Жил в Киеве в доме писателей Ролит. Скончался 6 августа 1970 года. Похоронен в Киеве на Байковом кладбище.

## Творчество
Начал печататься с 1924 года. Дебютировал «Маршем рабфаковцев». Первый сборник стихов — «Степова мідь» (1927). В книгах стихов и поэм «Ключ пісень»(1930), «Вітчизна» (1933), «Нові поезії»(1936), «У стані воїнів» (1944), «Срібна дорога» (1946), «Київські каштани» (1954), «Багряні жоржини»(1969) воспевал трудовые и ратные будни советских людей, дружбу народов СССР.
Автор романа в стихах «Степь» (кн.1 — 1938; кн.2 — 1968), очерков, литературно-критических статей, переводов. Переводил с белорусского, узбекского, таджикского языков, а также рубаи О. Хайяма. Из самых известных — переводы произведений Я. Купалы, А. Кунанбаева.
Составил своеобразную хрестоматию воспоминаний о классиках украинской культуры «Роман памяти» (1970, очерки о П. Тычине, М. Рыльском, Н. Кулише, А. Петрицком и др. Пробовал себя в детской прозе — «Сказка нашего леса» (1959), «Леся и солнце» (1964).
Автор воспоминаний о поэтах, драматургах «расстрелянного возрождения». После Великой Отечественной войны специализировался на создании украиноязычных песенных шлягеров. Многие стихи Масенко положены на музыку композиторами Георгием и Платоном Майбородами, А. Филиппенко, Н. Дремлюгой, К. Доминченым, И. Шамо, Я. Цеглярем и другими.

## Избранные песни
- Песня о Днепре
- Зелена чаша
- Любов моя (Знову осінь над гаями…)
- Пам’яті моєї матері
- Повернення
- Степова волошка
- Ти течеш віки
- Щодня чекаю на побачення